# Paddy Hemingway
Pour les articles homonymes, voir Hemingway (homonymie).
John Allman Hemingway, né le 17 juillet 1919 à Dublin et mort le 17 mars 2025 dans la même ville, connu sous le nom de Paddy Hemingway, est un pilote de chasse irlandais.  Capitaine de groupe de la Royal Air Force qui a servi pendant la Seconde Guerre mondiale à la bataille de Dunkerque, la bataille d'Angleterre, l’invasion alliée de l’Italie et l'invasion de la Normandie, il a été abattu quatre fois pendant la Seconde Guerre mondiale. Hemingway était le dernier survivant connu de la bataille d’Angleterre,.

## Début de vie
John Allman Hemingway, DFC, AE (en) est né le 17 juillet 1919 à Dublin,, dans une famille de l’Église d'Irlande. Il a fréquenté l’école chorale de la cathédrale St. Patrick et le Collège St. Andrew (en).

## Carrière dans la RAF
Paddy Hemingway est accepté dans la Royal Air Force et reçoit une courte commission de service le 7 mars 1938. En janvier 1939, il commence sa formation à Brough dans l’est du Yorkshire. Le 7 mars 1939, il est nommé second lieutenant (officer pilot). Au début de 1940, après le déclenchement de la Seconde Guerre mondiale, il est en service avec l’escadron n° 85 de la RAF en France sur Hawker Hurricane. Il détruit un Heinkel He 111 le 10 mai. Le lendemain, Paddy Hemingway détruit un Do 17 et est contraint de faire un atterrissage près de Maastricht après que son avion a été endommagé. Le 15 mai, l’armée britannique l’avait emmené à Lille-Seclin et il retourna en Angleterre deux jours plus tard,. Lors de la bataille de Dunkerque, il a effectué des missions de soutien au-dessus de la Manche.
Paddy Hemingway a d’abord servi en Angleterre avec le 253e escadron de la RAF (en) avant de retourner au 85e escadron de la RAF le 15 juin 1940. Paddy Hemingway a combattu dans la bataille d’Angleterre,, qui s’est déroulée de juillet à octobre 1940. Son avion ayant été endommagé le 18 août alors qu’il survolait l’estuaire de la Tamise, il a été forcé de s'en extraire. Il est de nouveau abattu au-dessus d’Eastchurch le 26 août, faisant du 85e escadron d’Hemingway sa première victime officielle au combat sur la Grande-Bretagne. Cinq jours plus tard, il a endommagé un Bf 109. Le 3 septembre 1940, il est promu premier lieutenant (Flying officer) et le 22 septembre, fait un atterrissage forcé en raison du mauvais temps près de Church Fenton.
En 1941, le 85e escadron est converti aux chasseurs de nuit Havoc II. Le 13 mai 1941, Paddy Hemingway pilotait l'un de ces appareils lorsqu'il a subi une panne d'instruments en plein mauvais temps. Contraint d'abandonner l'avion à basse altitude, il a dû manœuvrer pour éviter l'empennage, ce qui compliquait son éjection. Cependant, sa main droite a heurté la queue de l'appareil, lui fracturant deux doigts. Il est parvenu à actionner la poignée de son parachute avec l'autre main, mais celui-ci ne s'est pas déployé complètement. Sa chute a été amortie par un arbre, avant qu'il ne touche le sol dans un pré. Il a survécu avec des chevilles blessées.
Il a ensuite été cité dans des dépêches et décoré de la Distinguished Flying Cross (Croix du Vol distingué),.
Épuisé, Paddy Hemingway est affecté à des tâches généralement légères pendant plusieurs mois. Le 7 juillet 1941, il commence à servir avec le vol n° 1452 RAF (en) à West Malling. Le 1er janvier 1944, il est nommé chef d’escadron temporaire. Il sert comme contrôleur de la circulation aérienne pendant l’invasion de la Normandie. D’avril à décembre 1945, il commandait le 43e escadron de la Royal Air Force (en) (RAF). L’escadron a servi en Italie, Paddy Hemingway y a été abattu pour la quatrième fois.
Avec la fin de la Seconde Guerre mondiale, Paddy Hemingway a été affecté au Moyen-Orient. Il est promu capitaine (Flight lieutenant) le 23 janvier 1946 et le 6 mars 1946, devient chef d’escadron militaire. Le 15 juillet 1948, Paddy Hemingway est promu commandant (Squadron leader). Le 1er juillet 1954, il est promu lieutenant-colonel (Wing commander). Paddy Hemingway a plus tard servi comme chef de la base  RAF Leconfield (en), a été officier d’état-major à l’OTAN en France et a finalement servi dans le ministère de l’Air. Promu colonel (Group captain) le 1er janvier 1969, il prend sa retraite le 12 septembre.

## Vie privée et mort
Paddy Hemingway a épousé Bridget et a eu trois enfants. Bridget est décédée en 1998. Il a vécu au Canada pendant quelques années, mais est retourné en Irlande en 2011. Il était l’un des neuf membres survivants de The Few, en juillet 2018. En 2019, il vivait dans une maison de retraite près de Dublin. À la suite du décès de William Clark en 2020, Paddy Hemingway est alors l'ultime participant encore vivant connu de la bataille d’Angleterre,.
En juin 2024, Hemingway a rencontré la fille de la jeune fille qui, selon lui, l'avait sauvé des Allemands après avoir été abattu près de la ville de Ferrare, en Italie, en 1945. La rencontre à Dublin a eu lieu après qu'Hemingway et sa famille ont lancé un appel pour rencontrer la jeune fille qui l'avait caché et lui avait sauvé la vie,.

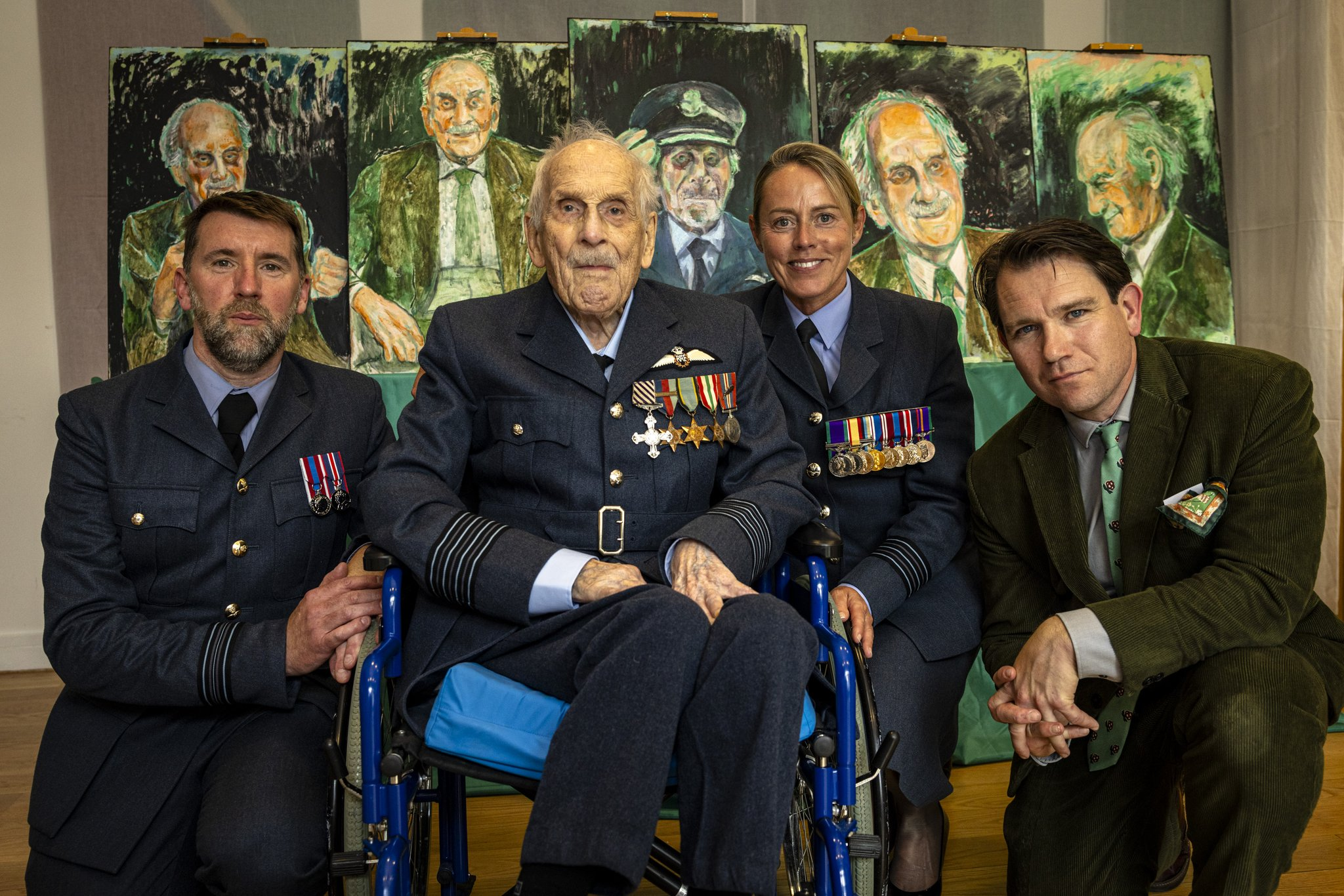
Paddy Hemingway devant l'exposition de Dan Llywelyn Hall The Last of the Few, 17 juillet 2024 à l’ pour son anniversaire.

Le 17 juillet 2024, Paddy Hemingway a dévoilé une série de cinq portraits de l’artiste Dan Llywelyn Hall (en), intitulée « The Last of the Few » à l’ambassade britannique de Dublin (en), pour marquer son 105e anniversaire,. En septembre 2024, il vivait dans une maison de soins infirmiers.
Paddy Hemingway est décédé le 17 mars 2025 à l’âge de 105 ans,,.